# PAXBP1
PAXBP1‏ (PAX3 and PAX7 binding protein 1) هوَ بروتين يُشَفر بواسطة جين PAXBP1 في الإنسان.